# مارک والدی
مارک والدی (انگلیسی: Marc Waldie؛ زادهٔ ۲۴ آگوست ۱۹۵۵) بازیکن والیبال اهل ایالات متحده آمریکا بود.